# Paul Feyerabend
Paul Karl Feyerabend (Vienna, 13 gennaio 1924 – Genolier, 11 febbraio 1994) è stato un filosofo e sociologo austriaco. Filosofo della scienza, nacque in Austria e in seguito visse in Regno Unito, Stati Uniti, Nuova Zelanda, Italia e infine Svizzera.
Tra le sue opere principali ci sono Contro il metodo del 1975, La scienza in una società libera (del 1978), Addio alla ragione (una collezione di saggi del 1987) e, pubblicato postumo nel 2002, Conquista dell'abbondanza. Feyerabend diventò famoso per la sua visione anarchica della scienza e la sua negazione dell'esistenza di regole metodologiche universali. La sua opera ha avuto una notevole importanza nella storia della filosofia della scienza e della sociologia della conoscenza scientifica.

## Biografia

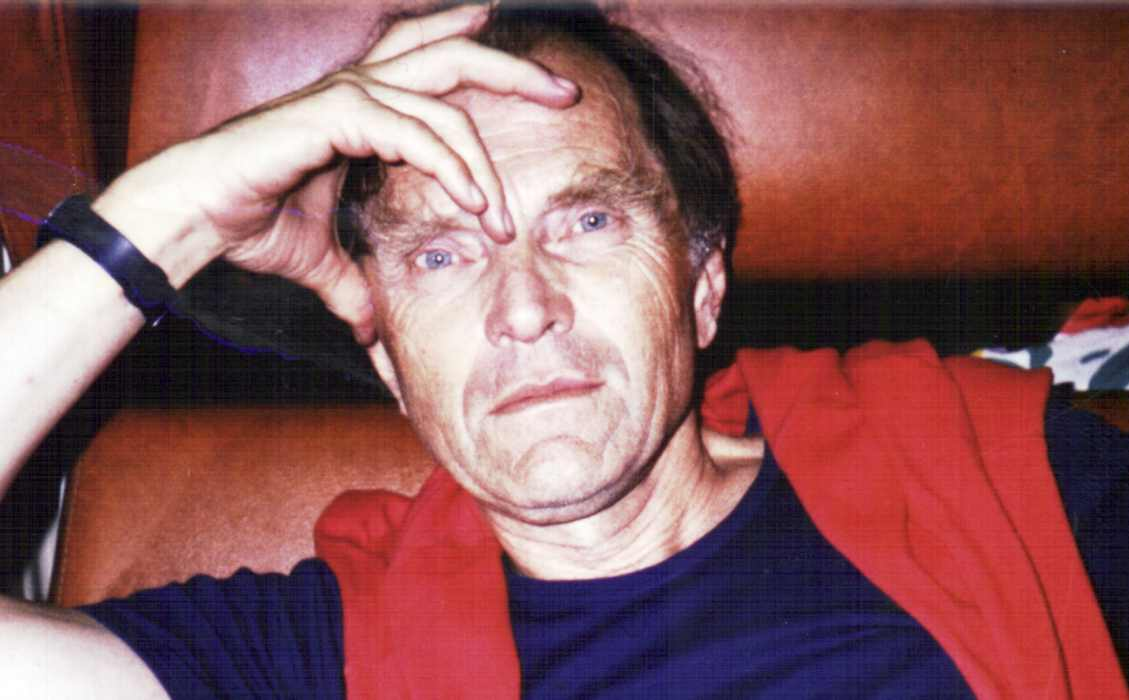
Paul Karl Feyerabend

Paul Feyerabend nacque nel 1924 a Vienna dove frequentò le scuole primarie e quelle superiori. In questo periodo prese l'abitudine di leggere molto, sviluppò interesse verso il teatro e prese lezioni di canto. Nel 1942 ad aprile si diplomò e fu arruolato nell'Arbeitsdienst (anno di lavoro obbligatorio) tedesco. Dopo un primo addestramento a Pirmasens, in Germania, fu assegnato ad un'unità stanziata a Quelerne en Bas, in Francia. Feyerabend descrisse il lavoro che fece in quel periodo come monotono: "Ci spostavamo nella campagna, scavavamo fossati, e li tornavamo a riempire". Dopo un breve abbandono si unì all'esercito, arruolandosi volontario alla scuola ufficiali. Nella sua autobiografia scrisse che sperava che la guerra finisse prima che terminasse il suo addestramento da ufficiale.
Le cose non andarono così: dal dicembre 1943 servì come ufficiale sul Fronte orientale prima in Jugoslavia e poi a nord, fu decorato con una Croce di Ferro e raggiunse il grado di tenente. Dopo che l'esercito tedesco aveva cominciato la sua ritirata mentre l'Armata Rossa avanzava, Feyerabend fu colpito da tre pallottole mentre dirigeva il traffico durante un conflitto a fuoco. Risultò che uno dei proiettili lo aveva colpito alla spina dorsale. Come conseguenza rimase impotente (cosa che comunque non gli precluse una sessualità) e per il resto della sua vita ebbe bisogno del bastone per camminare e spesso provò forti dolori. Passò il resto della guerra a curarsi le ferite. Quando la guerra finì trovò un lavoro temporaneo come scrittore di pezzi teatrali ad Apolda.
Frequentò vari corsi all'Accademia di Weimar e tornò a Vienna per studiare storia e sociologia, tuttavia si ritrovò insoddisfatto e presto si trasferì a fisica, dove incontrò il fisico Felix Ehrenhaft, i cui esperimenti avrebbero influenzato la sua visione della natura della scienza. Feyerabend cambiò l'oggetto dei suoi studi in filosofia e scrisse la sua tesi finale sul linguaggio osservativo (observation sentences). Nella sua autobiografia, descrisse la sua visione filosofica in quel periodo come "fermamente empirista".
Nel 1948 visitò il primo congresso dei seminari estivi internazionali del Forum europeo di Alpbach. Qui incontrò per la prima volta Karl Popper, che ebbe una grande influenza sulle sue opere successive, prima in positivo, poi in senso negativo. Nel 1951 ottenne dal British Council una borsa di studio per studiare sotto la guida di Wittgenstein, che però morì prima del suo arrivo nel Regno Unito. Feyerabend scelse allora Popper come supervisore, andando a studiare alla London School of Economics nel 1952. Nell'autobiografia spiega che all'epoca era molto influenzato da Popper: «Come ho già detto le idee di Popper erano molto attraenti e ne ero rimasto affascinato».
Feyerabend tornò a Vienna e fu coinvolto in svariati progetti. Su richiesta dello stesso Popper tradusse in tedesco La società aperta e i suoi nemici, ma il maestro non fu molto soddisfatto del lavoro di traduzione; tradusse anche un rapporto sullo sviluppo delle discipline umanistiche in Austria. Scrisse anche diversi articoli per un'enciclopedia. Nel 1955 ricevette il suo primo incarico accademico all'Università di Bristol, dove diede lezioni di filosofia della scienza. Durante questo periodo sviluppò un punto di vista critico sulla scienza, che in seguito descrisse come 'anarchico' o 'dadaista', per comunicare il suo rifiuto dell'uso dogmatico di regole. Questa posizione era incompatibile con la cultura razionalistica contemporanea in filosofia della scienza.
Alla London School of Economics, Feyerabend incontrò un altro allievo di Popper, Imre Lakatos. Insieme progettarono di scrivere un libro in forma di dialogo, da intitolare A favore e contro il metodo, in cui Lakatos avrebbe difeso una visione razionalista della scienza mentre Feyerabend l'avrebbe attaccata. Purtroppo Lakatos morì improvvisamente nel 1974 e Feyerabend scrisse da solo il libro, composto da un collage di articoli scritti in precedenza. Contro il metodo divenne una famosa critica delle vedute attuali in filosofia della scienza e provocò molte reazioni, determinate dal linguaggio diretto e infuocato che amava utilizzare. Nei suoi scritti si trovano passione e energia ineguagliate da altri filosofi della scienza. Nell'autobiografia rivela che ciò ebbe per lui un alto costo. In seguito ai commenti iniziali di Contro il metodo nel 1975, negativi in modo schiacciante, cadde in profonda depressione.
Restai depresso per più di un anno; la depressione per me era come un animale, qualcosa di ben definito e localizzabile. Mi potevo svegliare, aprire gli occhi, ascoltare... C'è o non c'è? Nessun segno di essa. Forse dorme. Forse oggi mi lascerà in pace. Con prudenza, con molta prudenza, mi alzo dal letto. È tutto tranquillo. Vado in cucina e comincio a fare colazione. Nessun suono. In TV c'è Good Morning America, David non-ricordo-il-nome, un tipo che non sopporto. Mangio e guardo gli ospiti. Lentamente il cibo riempie il mio stomaco e mi dà forza. Ora una corsa in bagno e poi via per la mia passeggiata mattutina - ed eccola, la mia fedele depressione: "Pensavi di poter restare senza di me?" 
Nonostante ciò, Feyerabend continuò a difendere la sua controversa posizione filosofica e viaggiò incessantemente. Col passare del tempo Contro il metodo si dimostrò un successo clamoroso in tutto il mondo. In questo periodo lavorò come lettore in parecchie università. Nel 1958 si era trasferito all'Università della California di Berkeley ed era diventato cittadino statunitense. Dopo incarichi temporanei a Londra, Berlino e Yale, fu lettore all'Università di Auckland, in Nuova Zelanda nel 1972 e nel 1974, sempre tornando in California. Negli anni 1980 gradì alternare incarichi tra Zurigo e Berkeley (per poi lasciare Berkeley per sempre a ottobre 1989); arrivò quindi in Italia e infine a Zurigo. Dopo il pensionamento nel 1991 continuò a pubblicare numerosi articoli e lavorò alla propria autobiografia. Morì nel 1994 in una clinica di Genolier per un tumore al cervello.

## Opere sulla natura del metodo scientifico
Nei propri libri Contro il metodo e La scienza in una società libera difese l'idea che non ci sono regole metodologiche sempre applicate dagli scienziati. Sosteneva che qualsiasi tipologia di metodo scientifico prescrittivo avrebbe limitato l'attività degli scienziati e, di conseguenza, il progresso scientifico. Secondo la sua visione la scienza beneficerebbe maggiormente se tendesse all'anarchismo epistemologico. Pensava anche che l'anarchismo teoretico fosse più umanitario di altri sistemi organizzativi, poiché non imponeva regole rigide agli scienziati.
Nell'ambito della filosofia della scienza la posizione di Feyerabend viene generalmente considerata estrema, perché sostiene che la filosofia non possa fornire una descrizione generale della scienza, né concepire un metodo per differenziare i prodotti della scienza dalle entità non scientifiche come i miti. Per avvalorare l'idea che le regole metodologiche di solito non contribuiscono al successo scientifico, Feyerabend fornì controesempi all'asserzione che la "buona" scienza operi in base ad un metodo stabilito; portò ad esempio alcuni episodi scientifici, generalmente visti come casi indiscutibili di progresso (per esempio la rivoluzione copernicana), e mostrò come tutte le regole prescrittive della scienza fossero state violate in tali circostanze, e aggiunse che l'applicazione di tali regole, in quelle situazioni storiche, avrebbe in realtà impedito la rivoluzione scientifica.
Un metodo argomentativo comune delle opere dell'autore è il ricorso all'analisi delle contrapposizioni storiche del XVII secolo che videro in opposizione la teoria aristotelico-tolemaica con le teorie copernicane proposte da Galileo Galilei.

### Critica allacondizione di coerenza
Uno dei criteri per valutare le teorie scientifiche attaccate da Feyerabend, è la condizione di coerenza: "La condizione della coerenza, la quale richiede che le nuove ipotesi siano in accordo con teorie accettate, è irragionevole, in quanto preserva la teoria anteriore, non la teoria migliore". Egli sottolinea che insistere sul requisito che le nuove teorie siano coerenti con le vecchie, fornisce un irragionevole vantaggio alle teorie più vecchie.
Il punto essenziale secondo lui è che la compatibilità con una defunta teoria precedente non rende una nuova teoria più valida, né più vera, delle teorie rivali sullo stesso argomento. In altre parole, se si deve scegliere tra due teorie che abbiano lo stesso potere esplicativo, scegliere quella che è compatibile con una teoria anteriore, precedentemente falsificata, è una scelta estetica più che razionale. Le teorie già affermate possono essere più gradite agli scienziati perché permettono loro di conservare molti amati pregiudizi. Si può quindi affermare che tale teoria avrebbe "un ingiusto vantaggio".

### Critica alfalsificazionismopopperiano
Feyerabend fu anche critico verso il falsificazionismo. Egli argomentò che nessuna teoria interessante è mai coerente con tutti i fatti che la riguardano, e che ciò esclude la possibilità di utilizzare la regola falsificazionista ingenua, secondo la quale le teorie scientifiche devono essere rifiutate se non concordano con i fatti noti.
Feyerabend impiega numerosi esempi, uno dei quali, nella sua descrizione della rinormalizzazione in meccanica quantistica, è emblematico del suo stile provocatorio: "Questo procedimento consiste nel cassare i risultati di certi calcoli e sostituirli con una descrizione di ciò che si osserva realmente. Si finisce così con l'ammettere implicitamente che la teoria è in difficoltà, mentre la si formula in modo da suggerire che sia stato scoperto un nuovo principio".
Questa descrizione scherzosa non va tuttavia intesa come una critica alle pratiche scientifiche. Feyerabend non vuole vietare agli scienziati l'uso di rinormalizzazioni o altri metodi ad hoc. Egli sostiene, anzi, che tali metodi siano essenziali al progresso della scienza per diversi motivi. Uno dei motivi è che il progresso della scienza è discontinuo. Per esempio, all'epoca di Galileo la teoria ottica non poteva spiegare i fenomeni che venivano osservati tramite i telescopi. Perciò gli astronomi che usavano i telescopi dovettero usare regole 'ad hoc' finché non riuscirono a giustificare le loro supposizioni tramite la teoria ottica.
Feyerabend fu critico con ogni direttiva intenzionata a giudicare la qualità delle teorie scientifiche confrontandole con i fatti noti. Egli ritenne che le teorie precedenti avrebbero potuto influenzare l'interpretazione naturale dei fenomeni osservati. Gli scienziati fanno necessariamente supposizioni implicite quando confrontano le teorie scientifiche con i fatti che osservano. Tali supposizioni devono essere cambiate, per rendere la nuova teoria compatibile con le osservazioni. L'esempio principale fornito da Feyerabend sull'interpretazione naturale fu l'argomento della torre. Si trattava di una delle maggiori obiezioni alla teoria del movimento della Terra. Gli aristotelici assunsero che il fatto che una pietra lasciata cadere da una torre cada direttamente sotto di essa, dimostri che la terra sia immobile. Essi pensavano che, se la Terra si fosse mossa mentre la pietra cadeva, la pietra sarebbe 'rimasta indietro'; che gli oggetti cadrebbero diagonalmente invece che verticalmente. Poiché questo non accade, gli aristotelici conclusero che la Terra non si muovesse. Se si adottano le antiche teorie dell'impulso e del moto relativo, la teoria copernicana appare effettivamente falsificata dal fatto che gli oggetti cadono verticalmente sulla Terra. Questa osservazione necessitava di una nuova interpretazione per diventare compatibile con la teoria copernicana.
Per arrivare a una nuova interpretazione Galileo dovette cambiare idea sulla natura dell'impulso e del moto relativo. Prima che tali teorie venissero articolate, Galileo dovette ricorrere a metodi 'ad hoc' e procedere in modo anti-induttivo. Quindi le ipotesi 'ad hoc' hanno in realtà una funzione positiva: esse rendono una nuova teoria temporaneamente compatibile con i fatti fino a quando la teoria da difendere non può essere sostenuta da altre teorie. Nel loro complesso, queste osservazioni approvano l'introduzione di teorie che siano incoerenti con i fatti ben noti. In questo modo il pluralismo scientifico migliora il potere critico della scienza. Così Feyerabend sostiene che la scienza procederebbe meglio per controinduzione, anziché per induzione.
Secondo Feyerabend le nuove teorie giungono ad essere accettate non per la loro compatibilità con il metodo scientifico, ma perché i loro sostenitori fanno uso di ogni trucco - razionale, retorico o osceno - per portare avanti la loro causa. Senza un'ideologia fissata o l'introduzione di tendenze religiose, il solo approccio che non inibisce il progresso (usando una qualsiasi definizione che appaia adeguata) è "anything goes" ("qualsiasi cosa può andar bene"): "'Tutto va non è un principio, ci tengo a precisarlo, ma l'esclamazione terrorizzata di un razionalista che osserva la storia con attenzione." (Feyerabend, 1975). Feyerabend pensava anche che la possibilità dell'incommensurabilità, una situazione in cui le teorie scientifiche non possono essere direttamente confrontate perché sono basate su assunzioni incompatibili, potrebbe anche prevenire l'uso di standard generali che stabiliscano la qualità delle teorie scientifiche.
Egli scrisse: "Poiché l'incommensurabilità dipende da classificazioni nascoste e implica importanti mutamenti concettuali, difficilmente si riesce mai a darne una definizione esplicita". Egli criticò pure i tentativi di catturare l'incommensurabilità in una struttura logica, perché la considerava un fenomeno al di fuori della logica. In Contro il metodo Feyerabend asserì che la filosofia dei programmi di ricerca di Imre Lakatos è in realtà 'anarchismo camuffato' perché non fornisce direttive agli scienziati. Feyerabend dedicò scherzosamente Contro il metodo "A Imre Lakatos, amico e compagno nell'anarchismo".

## Opere riguardanti il ruolo della scienza nella società
Feyerabend descrisse la scienza come un ente sostanzialmente anarchico, ossessionata dal suo mito, che dichiara di essere vera al di là della sua capacità reale. Era specialmente indignato riguardo all'atteggiamento di condiscendenza di molti scienziati verso le tradizioni alternative. Pensava, ad esempio, che le opinioni negative sull'astrologia e sull'efficacia della danza della pioggia non fossero giustificate dalla ricerca scientifica, rigettando di conseguenza come elitario il comportamento prevalentemente negativo degli scienziati verso tali fenomeni. Nella sua idea la scienza era diventata un'ideologia repressiva, sebbene avesse cominciato come un movimento di liberazione; pensava che la società si dovesse proteggere da un'eccessiva influenza della scienza, così come si protegge da altre ideologie.
Partendo dal presupposto che non esiste un metodo scientifico universale astorico, Feyerabend dedusse che la scienza non merita il suo ruolo privilegiato nella società occidentale. Poiché i punti di vista scientifici non nascono dall'uso di un metodo universale che garantisca conclusioni di alta qualità, pensò che non ci fosse alcuna giustificazione per valutare le rivendicazioni scientifiche superiori a quelle di altre ideologie come le religioni. Feyerabend dedusse inoltre che le realizzazioni scientifiche come gli atterraggi sulla Luna non avessero ragioni inoppugnabili per fornire alla scienza uno status speciale. Dal suo punto di vista non è giusto basarsi su supposizioni scientifiche, su quali siano i problemi che vale la pena risolvere per giudicare i meriti di altre ideologie.
In aggiunta, i successi degli scienziati hanno tradizionalmente coinvolto elementi non scientifici, come ispirazioni da miti o da fonti religiose. In base a questi elementi, Feyerabend difese l'idea che la scienza dovrebbe restare separata dallo Stato nella stessa maniera in cui la religione e lo Stato sono separati nella moderna società secolare. Egli immaginò una "società libera" in cui "tutte le tradizioni hanno uguali diritti e hanno uguale accesso ai centri del potere". Per esempio i genitori dovrebbero poter stabilire il contesto ideologico dell'educazione dei propri figli, invece di avere scelte limitate a causa degli standard scientifici.
Secondo Feyerabend la scienza dovrebbe essere completamente soggetta ad un controllo democratico: non solo gli oggetti delle ricerche scientifiche dovrebbero essere determinati da elezioni popolari, ma anche le assunzioni e le conclusioni dovrebbero essere supervisionate da un comitato di persone non specializzate. Egli pensava che i cittadini dovessero usare i propri principi nel prendere decisioni su queste materie. Nella sua opinione l'idea che le decisioni debbano essere 'razionalistiche' è elitaria, poiché essa assume che i filosofi o gli scienziati siano in una posizione tale da poter determinare i criteri con cui il popolo in generale dovrebbe prendere le proprie decisioni.

## Altre opere
Alcuni lavori di Feyerabend riguardano il modo in cui la percezione della realtà da parte delle persone è influenzata da varie regole. Nel suo ultimo libro, incompleto all'epoca della sua morte, egli parla di come il nostro senso della realtà è conformato e limitato. Conquest of Abundance: A Tale of Abstraction versus the Richness of Being (La conquista dell'abbondanza: una storia dell'astrazione contrapposta alla ricchezza dell'essere) lamenta la propensione che abbiamo ad istituzionalizzare queste limitazioni.
Per il filosofo Severino, a riguardo dell'opera La conquista dell'abbondanza, "in Feyerabend l'«abbondanza» è inseparabile dall'incessante innovazione e trasformazione dell'Essere. L'«abbondanza» è il divenire." Egli continua dicendo che in questo libro "Feyerabend ha continuato a riscrivere - Contro il metodo -". Sembrerebbe in quest'ottica che Feyerabend, partito dall'epistemologia sia infine approdato all'ontologia.

## Critiche
Le opere di Feyerabend hanno provocato, a seconda dei casi, critiche feroci o sostegno entusiasta. Pertanto è difficile riassumere il dibattito che si è sviluppato nel corso di parecchi anni. La dettagliatissima e poderosa critica al metodo effettuata in Contro il metodo assume un aspetto poco sensato se la si guarda solo come qualcosa atto a demolire. Se invece considerata come una grande opera sul metodo, può essere vista in definitiva per il metodo (o meglio per i metodi). Tale visione è confortata anche dalle affermazioni di Feyerabend quali il falsificazionismo di Popper è valido, ma non può essere l'unico metodo oppure non si possono mettere da parte tutte le regole.
D'altro canto, a volte Feyerabend, anche in libri successivi e interviste, sembra portare all'estremo il suo ideale di una società libera dove tutte le teorie abbiano uguale dignità e siano libere di competere fra di loro. Ma una guerra tra teorie senza alcuna regola scadrebbe nella mera lotta per la sopravvivenza. Un tale approccio evolutivo della concorrenza tra le teorie ricorda la teoria dell'evoluzione darwiniana. Ma Feyerabend non cita mai Darwin (almeno non in Contro il metodo). Per altro è lo stesso Popper che, in una data fase, propone un approccio evoluzionistico quale escamotage per salvare il suo falsificazionismo, sebbene l'idea di un falsificazionismo evolutivo appaia quasi come una contraddizione.

## Opere
- Contro il metodo. Abbozzo di una teoria anarchica della conoscenza (Against Method: Outline of an Anarchistic Theory of Knowledge, 1975), trad. di Libero Sosio, Milano, Feltrinelli, 1979, ISBN 88-07-10027-4; ed. riveduta e ritradotta sulla III ed. da Silvia Tossut, a cura di Luca Guzzardi, Collezione Campi del Sapere, Milano, Feltrinelli, 2024, ISBN 978-88-071-0577-7.
- La scienza in una società libera (Science in a Free Society, 1978), trad. di Libero Sosio, Collana I Fatti e le Idee n.489, Milano, Feltrinelli, 1981, ISBN 978-88-072-2489-8.
- Il realismo scientifico e l'autorità della scienza (Der Wissenschaftstheoretische Realismus und die Autorität der Wissenschaften, 1978), a cura di Alberto Artosi, trad. di A. Artosi e Gianbruno Guerrerio, Milano, Il Saggiatore, 1983.
- Come essere un buon empirista, traduzione di G. Gava, a cura di Dario Antiseri, Collana Epistemologia, Roma, Borla, 1982, ISBN 978-88-263-0298-0.
- Scienza come arte (Science as Art, 1984), trad. di Libero Sosio, Biblioteca di Cultura Moderno n.898, Bari, Laterza, 1984, ISBN 978-88-420-2393-7.
- Addio alla ragione (Farewell to Reason, 1987), trad. di Marcello D'Agostino, Collana Filosofia e problemi d'oggi, Roma, Armando, 1990, ISBN 978-88-714-4158-0.
- Arte e scienza, traduzione di F. Mugheddu, a cura di Christian Thomas, Collana Filosofia e problemi d'oggi, Roma, Armando Editore, 1989, ISBN 978-88-714-4026-2.
- Dialogo sul metodo, trad. di Roberta Corvi, Collana Sagittari n.27, Roma-Bari, Laterza, 1989, ISBN 978-88-420-3435-3.
- Dialoghi sulla conoscenza (Three Dialogues on Knowledge, 1991), traduzione di R. Corvi, Collana Sagittari n.52, Roma-Bari, Laterza, 1991, ISBN 978-88-420-3824-5.
- Ammazzando il tempo. Un'autobiografia (Killing Time. The Autobiography of Paul Feyerabend, 1995), trad. e cura di Alessandro de Lachenal, Collezione Campi del Sapere, Milano, Feltrinelli, 2025  [Collana I Robinson, Roma-Bari, Laterza, 1994, ISBN 978-88-420-4521-2], ISBN 978-88-071-0582-1. Ospitato su archive.org.
- Ambiguità e armonia. Lezioni trentine, a cura di Francesca Castellani, Collana I Sagittari n.101, Roma-Bari, Laterza, 1996, ISBN 978-88-420-4907-4.
- Conquista dell'abbondanza. Storie dello scontro fra astrazione e ricchezza dell'Essere (Conquest of Abundance: A Tale of Abstraction versus the Richness of Being, 1999), trad. e cura di B. Terpstra, Collana Scienza e Idee n.94, Milano, Raffaello Cortina Editore, 2002, ISBN 978-88-707-8763-4.
- Naturphilosophie, a cura di Helmut Heit ed Eric Oberheim, Berlin, Suhrkamp Verlag, 2009, ISBN 3-518-58514-2. [ed. in lingua inglese, Philosophy of Nature, Cambridge, Polity Press, 2016]
- Contro l'autonomia. Il cammino comune delle scienze e delle arti, a cura di Antonio Sparzani, Collana Filosofia/Scienza n.4, Milano-Udine, Mimesis, 2012, ISBN 978-88-575-1061-3.
- Conoscenza e libertà. Scritti anarco-dadaisti, a cura di Matteo Collodel e L. Guzzardi, Milano, Elèuthera, 2024, ISBN 978-88-330-2260-4.

### Raccolte degli scritti
- Realism, Rationalism and Scientific Method: Philosophical papers, Volume 1, a cura di P.K. Feyerabend, Cambridge: Cambridge University Press, 1981, ISBN 0-521-22897-2.
- Problems of Empiricism: Philosophical Papers, Volume 2, a cura di P.K. Feyerabend, Cambridge: Cambridge University Press, 1981, ISBN 0-521-23964-8.
- Knowledge, Science and Relativism: Philosophical Papers, Volume 3, a cura di J. Preston, Cambridge: Cambridge University Press, 1999, ISBN 0-521-64129-2.
- Physics and Philosophy: Philosophical Papers, Volume 4, a cura di S. Gattei and J. Agassi, Cambridge: Cambridge University Press, 2015, ISBN 0-521-88130-7.

### Epistolari e lezioni
- Imre Lakatos-P. Feyerabend, Sull'orlo della scienza. Pro e contro il metodo, a cura di Matteo Motterlini, Collana Scienza e Idee n.15, Milano, Raffaello Cortina Editore, 1996, ISBN 978-88-707-8353-7.
- The Tyranny of Science, Cambridge: Polity Press, 2011, ISBN 0-7456-5189-5.
- Feyerabend's Formative Years. Volume 1. Feyerabend and Popper: Correspondence and Unpublished Papers, New York: Springer Press, 2020, ISBN 978-3-030-00960-1.

### Altri scritti
- in AA.VVV., Critica e crescita della conoscenza, a cura di Imre Lakatos e Alan Musgrave, ed. italiana a cura di Giulio Giorello, Milano, Feltrinelli, 1976.